# Romancos
Romancos es una localidad española del municipio guadalajareño de Brihuega, en la comunidad autónoma de Castilla-La Mancha. Está constituida como entidad de ámbito territorial inferior al municipio.  

## Situación
Romancos se encuentra en la Alcarria, en un altiplano de la ladera de la vega del valle del arroyo del Berral, afluente del río Tajuña, a 33 km de Guadalajara. La extensión de su término es de 2705,7924 ha o 27,057 km².
Se llega por la N-320 desde Guadalajara, desviándose después de Horche con dirección a Brihuega, o por la A-2 hasta Torija, pasando por Brihuega y finalizando en Romancos. Se encuentra a unos 47 km de Guadalajara, 27 km de la autovía A-II, 37 km de la estación del AVE en Yebes en la línea Madrid - Zaragoza y Barcelona, 80 km del aeropuerto de Barajas por la A-II y R-2, 20 km del embalse de Entrepeñas y 44 km de Sacedón.

## Historia
En el siglo XI se incluyó en el común de villa y tierra de Guadalajara durante la Reconquista. De origen desconocido, el primer documento que hace referencia a Romancos es de 1184. Es un escrito del Consejo de Guadalajara, mediante el cual, y en resolución de un pleito, se entrega al médico don Gonzalo el concejo de Romancos y otros lugares cercanos al Tajuña. 
Un escrito de 1221 cita a Romancos en el litigio entre el arzobispo de Toledo, Rodrigo Jiménez de Rada, y el concejo de Hita por el monte de Archilla, Valdesaz y Caspueñas. Desde ese mismo siglo y hasta el XVI, formó parte del señorío eclesiástico y feudal de los arzobispos de Toledo. La iglesia parroquial es de esa época.
En 1564, mediante el pago al rey Felipe II de 8000 ducados, Romancos fue declarada villa. El mismo monarca vendió el señorío del pueblo más tarde a Juan Fernández de Herrera, secretario real, quien a su vez lo traspasó Diego de Ansúrez, vecino de Brihuega, en 1580 quien lo mantuvo hasta 1586.
A mediados del siglo XIX, el lugar contaba con una población censada de 589 habitantes. La localidad aparece descrita en el decimotercer volumen del Diccionario geográfico-estadístico-histórico de España y sus posesiones de Ultramar de Pascual Madoz de la siguiente manera:

ROMANCOS: v. con ayunt. en la prov. de Guadalaja (5 leg.), part. jud. de Brihuega (1), aud. lerr. de Madrid (15), c. g. de Castilla la Nueva, dióc. de Toledo (27). sit. en llano al pie de un cerro y rodeada de otros que la resguardan del embate fuerte de los vientos; tiene 220 casas; la consistorial, dos hornos de pan cocer, una posada pública; pósito nacional con el fondo de 80 fan. de trigo; escuela de instruccion primaria, frecuentada por 70 alumnos, dotada con 1,800 rs.; una igl. parr. (la Asuncion de Ntra. Sra.) servida por un cura y 5 capellanes; un cementerio sit. en posicion que no ofende á la salubridad; hay 4 fuentes de buenas aguas, de las que se surte el vecindario para beber y demás usos domésticos. térm.: confina con los de Pajares, Archilla, Balconete y Brihuega; dentro de él se encuentran 4 ermitas la Soledad, el Smmo. Cristo de la Estrella, la Purísima Concepcion y Sto. Domingo: el terreno que participa de quebrado y llano, fertilizado por un arroyo que brota dentro del térm., es de buena calidad; comprende un monte de encina y roble de canuto bajo; algún arbolado de olmo y álamo; vénse bastantes frutales y abundancia de nogales. caminos: los que dirigen á los pueblos limítrofes, todos de herradura en regular estado. correo: se recibe y despacha en la cab. del part. prod.: trigo, centeno, cebada, avena, vino, aceite, algunas legumbres, frutas, leñas de combustible y carboneo, y buenos pastos, con los que se mantiene ganado lanar, cabrio, mular y asnal; abunda la caza de liebres, conejos y perdices. ind.: la agrícola, el carboneo la arrieria, dos molinos harineros y uno de aceite. pobl.: 184 vec., 589 alm. cap. prod.: 3.501,000 rs. imp.: 245,100. contr.: 12,804.
(Madoz, 1849, p. 550)

En 1970 el municipio de Romancos desapareció, al ser incorporado al de Brihuega. En 2003 el núcleo de población de Romancos se constituyó como entidad de ámbito territorial inferior al municipio.

## Demografía
| Gráfica de evolución demográfica de Romancos entre 1842 y 1960 |
| |
| Población de derecho según los censos de población del INE Población de hecho según los censos de población del INEEntre el censo de 1970 y el anterior, este municipio desaparece porque se integra en el municipio Briuega |

## Patrimonio

### No eclesiástico
- Ayuntamiento
- Los antiguos Molinos: Molino de Arriba y Molino de Abajo
- Lavadero
- El cementerio viejo
- Las fuentes urbanas:
  - Fuente de la Plaza
  - La Fuente Nueva
  - El Chorrillo
  - La Rivera, junto al lavadero
  - El Dornajo, a unos 400 metros de la entrada del pueblo y junto a la carretera.

### Eclesiástico
- Iglesia de Nuestra Señora de la Asunción
- Ermitas. De las ermitas que hubo y se tiene constancia, sólo hay tres:
  - Ermita de la Soledad
  - Ermita de la Concepción
  - Ermita del Santo Cristo,
  - De las ermitas de San Sebastián, Virgen del Rosario, Nuestra Señora de las Carreras y Santo Domingo únicamente restan las ruinas de esta última, las cuales ya existían en el siglo XVI. Las primeras eran más antiguas y las segundas eran modernas.

## Fiestas
- Los Carnavales
- Semana Santa: Los tradicionales ritos y liturgias.
- Mayo: Alrededor del puente de mayo y hasta San Isidro se hacen los votos con la tierra, la primavera, ...
- Agosto: El tercer fin de semana son las fiestas de la Virgen de la Asunción,(el día 15 de agosto, fiesta religiosa como titular de la parroquia).
- Octubre:  El primer domingo en honor de la Virgen del Rosario, Patrona de Romancos.
- Noviembre: Día de Todos los Santos con celebraciones diurnas alrededor del cementerio.
- Diciembre: En el puente de la Constitución e Inmaculada se realiza la fiesta de la matanza del cerdo.

## Personas notables
- Miguel Rodríguez Gutiérrez, Mirogu (1923-2008) escritor y periodista de Romancos.